# Thagria curvistyla
Thagria curvistyla är en insektsart som beskrevs av Li och Wang 2002. Thagria curvistyla ingår i släktet Thagria och familjen dvärgstritar. Inga underarter finns listade i Catalogue of Life.